# 夏恋★夏GAME
「夏恋★夏GAME」（なつこい なつゲーム）は、2009年8月にリリースされたアンティック-珈琲店-の通算17枚目のシングルである。発売元はRed Cafe。

## 解説
- アンティック-珈琲店-活動休止前最後のシングル。
- シングルで初めてtakuyaが作曲をした。

## 収録曲
1. 夏恋★夏GAME (4分2秒)
  - 作詞:みく／作曲:takuya
2. ボクは側にいるから (3分26秒)
  - 作詞:みく／作曲:takuya